# Средорек (Кюстендилская область)
Средорек (болг. Средорек) — село в Болгарии. Находится в Кюстендилской области, входит в общину Трекляно. Население составляет 72 человека.

## Политическая ситуация
Кмет (мэр) общины Трекляно — Камен Стойнев Арсов (Болгарская социалистическая партия (БСП)) по результатам выборов в правление общины.